# Marlon (ur. 1997)
Marlon Rodrigues Xavier (ur. 20 maja 1997 w Cascavel) – brazylijski piłkarz występujący na pozycji lewego obrońcy, od 2023 roku zawodnik Cruzeiro.